# نغوين روجيريو
نغوين روجيريو (بالبرتغالية: Nguyễn Rogerio‏) هو لاعب كرة قدم برازيلي، ولد في 8 يونيو 1979 في البرازيل.